# آقامیراحمد
آقامیراحمد، روستایی است از توابع بخش ارم در شهرستان دشتستان استان بوشهر ایران.

## جمعیت
این روستا در دهستان دهرود قرار داشته و براساس سرشماری سال ۱۳۸۵ جمعیت آن ۱۴۲نفر (۲۶خانوار) می‌باشد.